# 顧允揚
顧允揚（1507年—？），字懋稱，號戒亭，直隸蘇州府太倉州民籍常熟縣人，明朝政治人物。

## 生平
嘉靖二十二年（1543年）癸卯科應天府鄉試第九十三名舉人。嘉靖二十六年（1547年）中式丁未科會試第一百三十一名，登第二甲第六十六名進士。吏部觀政，授南京刑部主事，歷员外、郎中，嘉靖三十四年（1555年）出任廣西桂林府知府。改南安知府。

## 家族
曾祖顧志行，封知縣；祖父顧巖，府通判；父顧鎣，母李氏。永感下。弟允禎、允修、允華。子延勋、延桂。